# Re：笨蛋也能拯救世界？
《Re：笨蛋也能拯救世界？》是由柳实冬贵創作、一叶モカ負責插畫、由富士見書房發行的輕小說作品。2010年12月該作品發售DRAMA CD。

## 故事內容
佐藤光一是一位極度憧憬「非日常」與「特別存在」的17歲少年，雖然每天染著一頭銀髮，戴著彩色隱形眼鏡，把自己打扮得像一個黑暗英雄型的角色，還整天自導自演地說些意義不明的戲劇化台詞，但他其實過著相當平穩的日常生活。
直到某一天他突然遇上金髮碧眼的美少女亞露露之後……
「你啊──快點救我！」
「──交給我吧！」
光一用盡全力大叫著，他終於如願以償面臨了自己夢寐以求的異能戰鬥！但卻發現自己獲得的能力相當沒用？
從此由一位追逐非日常的追夢人所寫下的最強傳說，正式地拉開序幕。

## 人物介紹

### 主要角色
佐藤光一（cv：細谷佳正）
主角，雨鶴來市立雨鶴來高等學校二年級生。憧憬著動漫畫中在虛構的奇幻世界觀的重度中二病患者，平時總是毫不在乎的展現自己追夢的樣子，但在被人說「好噁心」後就會打回原形。
平時總是染著銀髮，戴著彩色隱形眼鏡扮成異色瞳，穿著自稱是正式服裝的改造制服等等裝扮，仿照光一喜愛的黑暗英雄類型的角色外貌。
擁有的涅墨西斯為「臨陣磨槍(付け焼刃)」，能複製自己看到的其他涅墨西斯，但複製出來的能力會極度劣化。
淺野廣美（cv：沢城みゆき）
光一的同班同學，也是他的兒時玩伴，班上少數會主動接觸光一的人。
短髮的少女，給人一種冷靜凜然的氣質，是個重度虐待狂，擅長破壞別人的精神。
篠塚亞露露（cv：豊崎愛生）
金髮碧眼的美少女，「一縷希望」的持有者。
在一周目世界被大肆追殺，靠著光一等人的努力活了下來，卻因光一等人死在自己面前導致神智不清，被能登原明日菜所救。
間宮薰（cv：悠木碧）
光一的同班同學，特務組織SHADE的成員。因涅墨西斯的代價使身體停止生長，身形一直維持在小學生的程度，因而被人取下「蘿莉宮」的綽號。
擁有的涅墨西斯為「矛盾騎士」。

### SHADE成員
能登原明日菜
SHADE的司令。
擁有涅墨西斯為「怪物」。
斑坂介
明日菜的下屬，SHADE特務護衛班的班長。
桐咲兔乃
SHADE特務護衛班的成員。
擁有涅墨西斯為「表裡海月」，因为涅莫西斯对立面而拥有粉红色头发兼巨乳的17岁少女。
朱里矜持
SHADE特務護衛班的成員。涅莫西斯为《无能箱庭》。
藤堂凪
原SHADE的成員，為殺害「一縷希望」的持有者而背叛。
擁有涅墨西斯為「蒼藍煉獄」。
智原美鹭

### 其他
阿爾卡娜
原為惡魔的天使見習生，為修正名為「透光现象」的奇蹟而與光一締結契約。
東野一樹
光一的兒時玩伴。
渡部知大
光一的兒時玩伴。
間宮透
薰的妹妹。

## 設定用語
透光现象(木漏れ日現象)
發生在雨鶴來市的神祕現象。七年前的某一天，在雨鶴來市上空射下了神祕的光線， 被照到的人們大多數都陷入再也沒醒過來的無止境昏睡狀態，但其中也有獲得了名為涅墨西斯的特殊能力後甦醒。甦醒的人無一例外會聽到「神」的聲音，得知世界即將毀滅，要找到「一线希望」的持有者才能拯救世界等訊息。繼第一次木漏日现象出現之後，每個月的13日都會在不固定的場所出現小規模的木漏日现象。
涅墨西斯
經由透光现象象所獲得的異能，種類繁多，能力性質會與使用者本身有某種關聯，大多會是對使用者自身的嘲諷。而使用能力需要支付代價，有分為預付型及事後付款型兩種，代價同樣因人而異，內容通常是對使用者本人難以忍受的事情。
SHADE
一周目光一所創造的組織，目的為保護亞露露。在明日菜和亞露露對話中被明日菜得知，來到二周目的明日菜沿用。
處理有關透光现象所有問題的非公開特務組織，負責隱瞞透光现象的存在並處理涅墨西斯持有者的犯罪問題。內中秘密設有特務班，特務班又分為特務護衛班和特務防諜班，特務班的任務主要是保護「一縷希望」的擁有者亞露露，防諜班則是要防止亞露露存在的消息洩露出去。特務班的存在連在SHADE之中也是機密，而且護衛班與防諜班彼此之間也禁止接觸。
引导者(導きし者)
天使的教本，上面记载了恶魔唤起奇迹的几乎所有方法。
因故被阿尔卡娜落在人间。捡到的人类拥有唤起奇迹的能力。
对立面
使用涅莫西斯所必须付出的代价，或称为副作用。

## 外部連結
- 富士見書房《Re：笨蛋也能拯救世界？》特設網頁（页面存档备份，存于）（日語）